# История на Либия
Историята на Либия е понятие, включващо историята на различните народи, обитавали през годините границите на днешната суверенна държава Либия, и тази на коренното ѝ население – берберските племена. През по-голямата част от историята си, либийците са подложени в различна степен на чуждестранен контрол. Съвременната история на независима Либия започва през 1951 г.
Историята на Либия се състои от шест отделни периода: Древна Либия, римска епоха, ислямска епоха, времето на османско владичество, като италианска колония и съвременна епоха.

## Либия преди римляните
Преди новата ера, в крайбрежните равнини на Либия съществува неолитна култура, обща за цялото средиземно крайбрежие, която е опитомила добитък и отглежда земеделски култури. На юг, в това, което в днешни дни е пустинята Сахара, ловци-номади и пастири изминават големи разстояния в обширна, влажна савана, която изобилства от дивеч и осигурява пасища за добитъка им. Културата процъфтява, докато регионът започва да се обезводнява около 2000 г. пр.н.е. Отстъпвайки пред нарастващата пустиня и нападенията на конните народи, хората от саваната мигрират на югоизток към областите на Судан или са асимилирани от берберите.
От своя страна, произходът на берберите отчасти е загадка, чието изучаване е довело до изобилие от спекулации, но не и до отговор. Археологическите и лингвистичните доказателства сочат Югозападна Азия като мястото, от което, в началото на третото хилядолетие пр.н.е., предците на берберите са започнали миграцията си към Северна Африка. През следващите векове, те разширяват диапазона си на миграция от Египет до басейна на река Нигер. Хора от бялата раса, предимно от средиземноморската езикова група, берберите представляват широк спектър от физически типове и говорят на разнообразие от взаимно неразбираеми диалекти, които принадлежат към афроазиатското езиково семейство. Те никога не развиват чувство за държавност и исторически се идентифицират в рамките на собственото си племе, клан или семейство. Заедно, берберите наричат себе си имазиген, което е в значение на „свободни хора“.
Надписи, намерени в Египет и датирани към периода на Старото царство (около 2700 – 2200 г. пр.н.е.) представляват най-ранните известни записани сведения за берберската миграция, а също и най-ранните писмени документи за историята на Либия. Най-малко, по времето на този период, предизвикващи неприятности берберски племена, едно от които е записано в египетски надпис като Леву (или „либийци“), извършват набези на изток към делтата на Нил и се опитват да се заселят там. По време на Средното царство (ок. 2200 – 1700 г. пр.н.е.), египетските фараони успяват да наложат властта си над тези източни бербери и получават данък от тях. Много бербери служат в армията на фараоните, като някои се издигат до важни позиции в египетската държава. Един такъв служител завзема властта в Египет около 950 г. пр.н.е. и управлява като фараон под името Шешонк I. За неговите наследници от XXII и XXIII династии, т.нар. Либийски династии (около 945 – 730 г. пр.н.е.), също се смята, че са от берберски произход.
За древните гърци, Либия е един от трите известни континенти, заедно с Азия и Европа. В този смисъл, Либия е целия африкански континент на запад от долината на Нил и на юг от Египет. Херодот описва жителите на континента като два народа: либийците в Северна Африка и етиопците на юг. Според него, Либия започва където завършва Египет, и се простира до нос Спартел, разположен южно от Танжер, на брега на Атлантическия океан. Както гърците, така и финикийците колонизират земите на Северна Африка, където се появява и развива пуническата цивилизация (макар че главният град Картаген не е в днешна Либия, а в границите на съвременен Тунис).
Приблизителните територии на днешна Северна Либия имат различно историческо развитие по времето на Римската империя, тъй като са разделени на две провинции – Триполи (западната част) и Киренайка (източната част).
Преди да стане римска провинция, Киренайка е колонизирана първо от гърците. Тогава е известна също като Пентаполис („Петоградие“), като петте гръцки колонии са: Кирена (в близост до днешното село Шахат), пристанището му Аполония (дн. Марса Суса), Арсиное (Токра), Береника (Бенгази) и Барка (Ел-Мардж). От името на най-старата и най-известна колония, плодородната крайбрежна равнина приема названието Киренайка.

## Римска Либия
Римляните завладяват Триполитания (областта около Триполи) през 106 г. пр.н.е. Птолемей Апион, последният гръцки владетел, завещава Киренайка на Рим, който официално анексира областта в 74 пр.н.е. и я присъединява към Крит като римска провинция. До 64 г. пр.н.е. легионите на Юлий Цезар установяват властта си, и, по този начин, римляните обединяват трите региона на Либия – Триполитания, Киренайка и Северен Фезан, в една нова област, наречена Проконсулска Африка (Africa proconsularis), а по-късно Киренайка е отделена административно.
Като римска провинция, Либия просперира, и достига своя златен век през 2 век, когато градът Лептис Магна конкурира Картаген и Александрия по известност. В продължение на повече от 400 години, Триполитания и Киренайка са сред най-богатите римски провинции и част от космополитна държава, чиито граждани споделят общ език, правна система и идентичност. Римските останки като тези в Лептис Магна, съществуващи в днешна Либия, свидетелстват за жизнеността на региона, където големите градове и дори по-малките населени места ползват удобствата на градския живот – форум, пазари, обществени развлечения, както и бани. Търговци и занаятчии от различни краища на римския свят се установяват в крайбрежната част Либия и, според германския историк Теодор Момзен, провинцията е силно романизирана. Характерът на градовете на Триполитания обаче остава частично пунически, а на тези в Киренайка – гръцки. Преобладаващата религия е християнството, като има и многобройна еврейска общност (най-вече в Киренайка).
Триполитания е основен износител на зехтин, както и на център за керваните от злато и роби, превозвани до брега от гарамантите, докато в същото време Киренайка е важен източник на вина, лекове и коне.
Като част от реорганизацията на империята през 300 г., император Диоклециан отделя управлението на провинция Крит от това на Киренайка, като във втората формира две нови провинции – Горна Либия и Долна Либия, използвайки терминът Либия за първи път в административно предназначение. С окончателното разделяне на империята през 395 г., Киренайка остава в Източната империя, а Триполитания е придадена към Западната Римска империя.

## Ислямски период

### Ранен период
През 647 г., 40 000-на арабска армия, водена от Абдула ибн Саад, побратим на халифа Осман ибн Афан, нахлува в Либия, за да я отнеме от византийците. Триполи е превзет, а след него и Суфетула, град на около 200 km южно от Картаген, където е убит екзарх Григорий. Походът продължава петнадесет месеца, със завръщането на арабските войски в Египет, след като наследникът на Григорий, Генадий, им обещава годишен данък от 330 000 нумизми. В същото време, Генадий трябва да изпраща обичайните излишъци от приходите в Константинопол, макар като цяло да е оставен да управлява Северна Африка по своя преценка. Когато отказва да плати допълнителните суми, наложени от Константинопол, собствените му подчинени го свалят от властта.
С избухването на въстанието, Генадий бяга в Дамаск, където иска помощ от Моавий. През 665 г., халифът изпраща Генадий обратно, заедно с многочислена войска, която трябва да разпространи исляма в Африка. Въпреки че сваления екзарх умира в Александрия по време на похода, арабското нашествие продължава. Византийците изпращат подкрепления, под командването на Никифор Патриций, който обаче губи битката с арабите и натоварва войските обратно на корабите. Северна Африка е присъединена към Омаядския халифат, а през следващите години арабските управители Окба ибн Нафи и Абу Мухаир ал Динар допринасят много за приемането на исляма от по-голямата част от местното население.
През 750 г., Абасидската династия сваля от власт Омаядския халифат и премества столицата в Багдад, запазвайки номиналната власт на емирите, от името на отдалечената централна власт, върху либийското крайбрежие. През 800 г., халифът Харун ал-Рашид назначава Ибрахим ибн ал-Ахлаб като управител на областта. Династията на Алабидите де факто става независима от халифите в Багдад, които запазват само духовната си власт. Алабидите възстановяват римските напоителни системи и провеждат редица мерки за благополучието на региона.
Въпреки това, този просперитет е последван от икономически и политически колапс и нашествие на хилалийците (бедуински племена, пасториалисти от Горен Египет, които напускат изсушените пасища в горното течение на Нил и, напредвайки на запад в Либия, унищожават посевите и градините на местното население) през 1050 – 1052 г. Ибн Халдун сравнява нахлуването с това на рояк скакалци. Водещото племе на тези бедуини е Бану Хилал, откъдето идва и името на нашествениците.

### Либия под османско управление
Към началото на 16 век, върху либийското крайбрежие няма почти никаква централна власт и пристанищата ѝ се пръвръщат в рай за пиратите. Хабсбургска Испания завзема Триполи през 1510 г., но испанците са по-загрижени за контрола над пристанището, отколкото от възможните неудобства при управлението на една бъдеща колония. През 1538 г. Триполи е отнет обратно от пиратски крал на име Хаир Aд-Дин (познат повече като Барбароса, или Червената брада), и крайбрежието става известно като Берберския бряг.
Когато турците завземат Триполи през 1551 г., те не виждат причини да ограничават пиратите, а предпочитат да се възползват от положението. Контролът на пиратите над района е отнет едва два века по-късно.
В рамките на Османската империя, Магреба е разделен на три провинции – Алжир, Триполи и Тунис. След 1565 г., административен орган е пашата, назначаван от султана в Цариград. Султанът предава под контрола на пашата корпус от еничари, който на свой ред е разделен на отряди под командването на младши офицери или бейове. Еничарите бързо се превръщат в доминираща сила в Османска Либия.
През 1711 г., кавалерийския офицер Ахмед Караманли завзема властта и основава династията Караманли, която просъсществува в продължение на 124 години, през които Либия преминава и през гражданска война (1791 – 1795 г.).
През май 1801 г., паша Юсуф Караманли изисква от Съединените щати увеличаване на данъка (83 000 долара годишно), които те плащат от 1796 г. за защита на търговските си кораби от пиратите. Това искане е отказано, а Съединените щати изпращат военни кораби, които блокират Триполи, и последвалата война (известна като Първа берберска война) се проточва до 3 юни 1805 г.
Втората берберска война от 1815 г. (известна също като Алжирска) е втората от двете в Северна Африка между Съединените американски щати и васалните на Османската империя Алжир, Триполи и Тунис, известни като Берберските държави.
През 1814 г. правителството на султан Махмуд II се възползва от местните сътресения, за да затвърди пряката си власт над региона, която задържа до окончателното разпадане на Османската империя. Тъй като децентрализираната османска власт е довела до фактическа независимост на Египет, както и на Триполи, в разположената между тях пустиня и по крайбрежието настъпва анархия, дори и след предаването на прекия турски контрол на Триполи. В продължение на 75-годишен период, турците сменят 33-ма управители на областта (която остава номинално в границите на империята, въпреки че на моменти е почти автономна) – до 1911 г., когато Османската империя е силно отслабена и италианските войски нахлуват в Либия, започвайки и спечелвайки Италианско-турската война.

## Италианска власт
Италианското управление на Либия започва със завладяването на крайбрежните Триполитания и Киренайка през 1911 г. То продължава повече от тридесет години, до февруари 1943 г., когато западната част на Триполитания е завладяна от Съюзниците, по време на Северноафриканската кампания. Официално Италия се отказва от Либия през 1947 г., в мирния договор след Втората световна война. Вероятно, най-важната последица от установяването на италианската власт, според историци като Шапен Мец, е политическото създаване на колонията Италианска Либия, чрез обединението на областите Триполитания, Киренайка и Фезан през 1934 г.

### Италианско-турска война и Италианска Либия
Опитите за колонизиране на турските провинции Триполитания и Киренайка от страна на италианците никога не са напълно успешни, поне не и в началото. На 3 октомври 1911 г. италианците нападат Триполи, под претекст, че Либия трябва да бъде освободена от османското владичество. Въпреки голямото либийско въстание, през 1912 г., султанът отстъпва Либия на италианците с подписването на Договора от Лозана.
След оттеглянето на османската армия, италианците лесно успяват да разширят окупацията на страната, завладявайки до 1913 г. Източна Триполитания, Гадамес, Джебел, както и Фезан с Мурзук.
Избухването на Първата световна война, породила необходимостта от завръщането на войските в Италия, заедно с обявяването на джихад от страна на турците, въстанието на либийците в Триполитания и Фезан и партизанската война, водена от сенусите в Киренайка, принуждава италианците да се откажат от всички окупирани територии и да се укрепят в Триполи, Дарна и по крайбрежието на Киренайка. Едва в края на 1920-те години италианците са в състояние да поемат контрола над цяла Либия. В същото време, между 1920 и 1940 г., около 150 хиляди италианци се заселват в колонията, значително помагайки във всички области от развитието ѝ.
По време на Парижката мирна конференция, Кралство Италия не получава германски колонии или части от тях. Вместо това, Франция се съгласява да предаде някои свои територии на юг от Сахара към Либия, а Великобритания – провинция Джубаланд към Италианска Сомалия. След дълги дискусии през 1920-те, през 1935 г. е сключено споразумението Мусолини-Лавал, с което Италия получава ивицата Аузу, която е обединена с новосъздадената Италианска колония Либия.
На 25 октомври 1920 г., италианското правителство признава шейх Сиди Идрис, наследствения водач на номадите сенуси, с големи правомощия в Куфра и други оазиси, като Емир на Киренайка – нова титла, въведена от британците в края на Първата световна война.
Борбата на либийците се засилва след идването на власт в Италия на диктатора Бенито Мусолини. През 1922 г., Идрис (по-късно крал на Либия) бяга в Египет. От 1922 до 1928 г., италианските сили, под командването на генерал Бадолио, водят наказателна кампания по умиротворяването на страната. Наследникът на Бадолио, маршал Родолфо Грациани, приема възложената от Мусолини задача, при условие, че му се разреши да смаже либийската съпротива, без това да е обременено с ограниченията на италианското или международното право. Мусолини веднага се съгласява и Грациани засилва гнета над либийците. Някои от тях продължават да се защитават, като най-силна е съпротивата в Киренайка. В лидер на въстанието се превръща Омар Муктар, шейх на сенусите.
След доста спорното временно примирие от 3 януари 1928 г., италианската политика в Либия достига нивото на пълномащабна война, включително депортирането и затварянето в лагери на хората от Джебел Акдар, за да се пресече подкрепата на местното население за бунтовниците. След залавянето на Муктар на 15 септември 1931 г. и екзекуцията му в Бенгази, съпротивата постепенно намалява. Ограниченият отпор на италианската окупация се концентрира около шейх Идрис, емира на Киренайка.
До 1934 г. Либия е напълно умиротворена и новият италиански управител, Итало Балбо, започва политика на интеграция между араби и италианци. В действителност, през 1939 г. са приети закони, които позволяват на мюсюлманите да се присъединяват към Националната фашистка партия (и по-специално към Мюсюлманската асоциация на ликторите (Associazione Musulmana del Littorio), като тези реформи позволяват създаването на либийски военни части в рамките на италианската армия. В резултат на това, по време на Втората световна война има силна подкрепа за Италия от страна на много либийски мюсюлмани, които се записват в италианската армия.
В периода 1934 – 1940 г., губернаторът Балбо (след създаването на Либия през 1934 г., с обединението на Триполитания, Киренайка и Фезан в една страна) развива колонията, създавайки обширна инфраструктура (4000 km пътища, 400 km железници със стеснено междурелсие, нови индустрии и десетина нови земеделски селища).
Либийската икономика преживява разцвет, предимно в селскостопанския сектор. Развиват се дори и някои производствени дейности, свързани най-вече с хранително-вкусовата промишленост. Увеличава се строителството. Освен това, италианците въвеждат модерни медицински грижи за първи път в историята на Либия, и подобряват санитарните условия в градовете.
Хауърд Кристи пише: Италианците започнаха много на брой и разнообразни по начинание дейности в Триполитания и Киренайка. Сред тях са завод за експлозиви; жп работилници; цехове за части на ФИАТ; различни съоръжения за хранителната промишленост; електротехнически цехове; металургични фабрики; водни инсталации; фабрики за селскостопански машини; пивоварни; дестилационни фабрики; фабрики за бисквити; тютюнева фабрика; цехове за щавене, за хлебни изделия; варни, тухларски и циментови заводи; фабрики за преработка на еспарто, механични дъскорезници, и Петролибия (Trye 1998 г.). Италианските инвестиции в колонията ѝ са направени, с цел да се използват от новите заселници и да я направят по-самостоятелна. Местното италианско население възлиза на 110 575 от общо 915 440 души в Либия през 1940 година (General Staff War Office 1939, 165/b)..
Балбо насърчава изграждането на голям брой нови селища в крайбрежните райони на Италианска Либия, предназначени за хилядите италиански заселници. Той дори спомага за създаването на нови селища и за арабите.
На 13 септември 1940 г., магистралата на Мусолини е използвана за нападението на италианските сили в Либия над Египет. По време на Втората светойвна война, от 1940 до 1943 г. страната става арена на упорити сражения – контраатаките на британците и техните съюзници под командването на Арчибалд Уейвъл; успешната им двумесечна кампания в Тобрук, Бенгази и Ел Агейла; и контраофанзивите на Ромел. През ноември 1942 г. съюзническите сили си връщат Киренайка, а до февруари 1943 г. и последните немски и италиански войници са изгонени от Либия.

### След Втората световна война
Непосредствено след края на войната, Триполитания и Киренайка остават под британска администрация, докато французите контролират Фезан. През 1944 г., Идрис се завръща от изгнание от Кайро, но отказва да поднови постоянното си пребиваване в Киренайка, до отстраняването на някои аспекти на чуждестранния контрол през 1947 г. Съгласно условията на мирния договор със Съюзниците от 1947 г., Италия, (която се надява да запази Триполитания) и Франция (която иска Фезан) се отказват от всякакви претенции към Либия. Така Либия остава териториално едно цяло.
След освобождаването на Северна Африка от съюзническите войски, в Либия избухват силни антиеврейски настроения. От 5 до 7 ноември 1945 г., повече от 140 евреи (включително 36 деца) са убити, а стотици ранени при погром в Триполи. Разрушени са пет синагоги в столицата и четири в провинциалните градове, а само в Триполи са ограбени над 1000 еврейски жилища и търговски сгради. През юни 1948 г., при нови антиеврейски размирици в Либия са убити други 12 евреи и унищожени 280 еврейски къщи. Страхът и несигурността, породени от тези антиеврейски атаки и основаването на Израел, карат много евреи да напуснат Либия. От 1948 до 1951 г., 30 972 либийски евреи се преселват в новообразуваната юдейска държава. До 1970-те години, останалата част от либийските евреи (около 7000 души) са евакуирани в Италия.
На 21 ноември 1949 г., Общото събрание на ООН приема резолюция, в която се посочва, че Либия трябва да получи независимост преди 1 януари 1952 г. Като представител на страната в по-късните преговори с ООН, присъства шейх Идрис. Преди това, след края на Втората световна война, СССР е поискал мандат над Либия.

## Независима Либия

### Кралство Либия
Идрис ас Сенуси, емир на Триполитания и Киренайка и водач на сенуския орден на мюсюлманите-суфити, представя Либия в преговорите с ООН, и на 24 декември 1951 г. Либия обявява независимостта си, като представители на Киренайка, Триполитания и Фезан обявяват създаването на уния – страната е наречена Обединено кралство Либия, а короната е предложена на Идрис I. В съответствие с конституцията, новата държава има федерално правителство, а трите отделни области – Киренайка, Триполитания и Фезан, имат автономия. Кралството също така има три столици: Триполи, Бенгази и Ал Байда. Две години след обявяването на независимостта си, на 28 март 1953 г., Либия се присъединява към Арабската лига.
Либия е първата страна, която постига независимост чрез ООН и една от първите бивши европейски колонии в Африка, които получават свобода. Кралство Либия е обявено за конституционна и наследствена монархия, а Идрис I – за крал.
След обявяването на независимостта си, Либия е изправена пред редица проблеми. В страната няма колежи и само шестнайсет души са завършили висше учебно заведение. Също така в страната има само трима адвокати и нито един либийски лекар, инженер, геодезист или фармацевт. Изчислено е, че само 250 хиляди либийци са грамотни, а 5% от населението е сляпо, с наличието на широко разпространени очни заболявания като трахома. В светлината на тези числа, Великобритания изпраща редица държавни служители като помощен персонал към правителството.
През април 1955 г., започва търсене на петрол в кралството, като първите петролни полета са открити през 1959 г. Първият износ започва през 1963 г., а откриването на петрола спомага за трансформирането на либийската икономика, въпреки т.нар. проклятие на ресурсите за Либия. Макар че износът значително подобрява финансите на страната, в същото време се развива обществено недоволство, със съсредоточаването на все по-голяма част от богатството в ръцете на определени кръгове.
На 25 април 1963 г., федералната система на управление е премахната и името на страната е променено на Кралство Либия, в отражение на конституционните промени.
Както и с други африкански страни след обявяването им на независимост, останалите в Либия заселници (в случая основно италианци) заемат много от най-добрите работни места, притежават най-добрите земеделски земи и ръководят най-успешните сфери на дейност.
Монархията е свалена на 1 септември 1969 г., когато група от офицери, начело с Муамар ал-Кадафи, организира държавен преврат срещу крал Идрис, докато е на медицинско лечение в Турция. Революционерите арестуват началник-щаба на армията и ръководителя на държавната сигурност в кралството. След получаването на вестта за преврата, крал Идрис го отхвърля като „маловажен“.
След падането на монархията, страната е преименувана на Либийска арабска република. Престолонаследникът, Хасан ас Сенуси, е назначен за регент, след абдикацията и оттеглянето на Идрис в Турция.